# Carton (emballage)

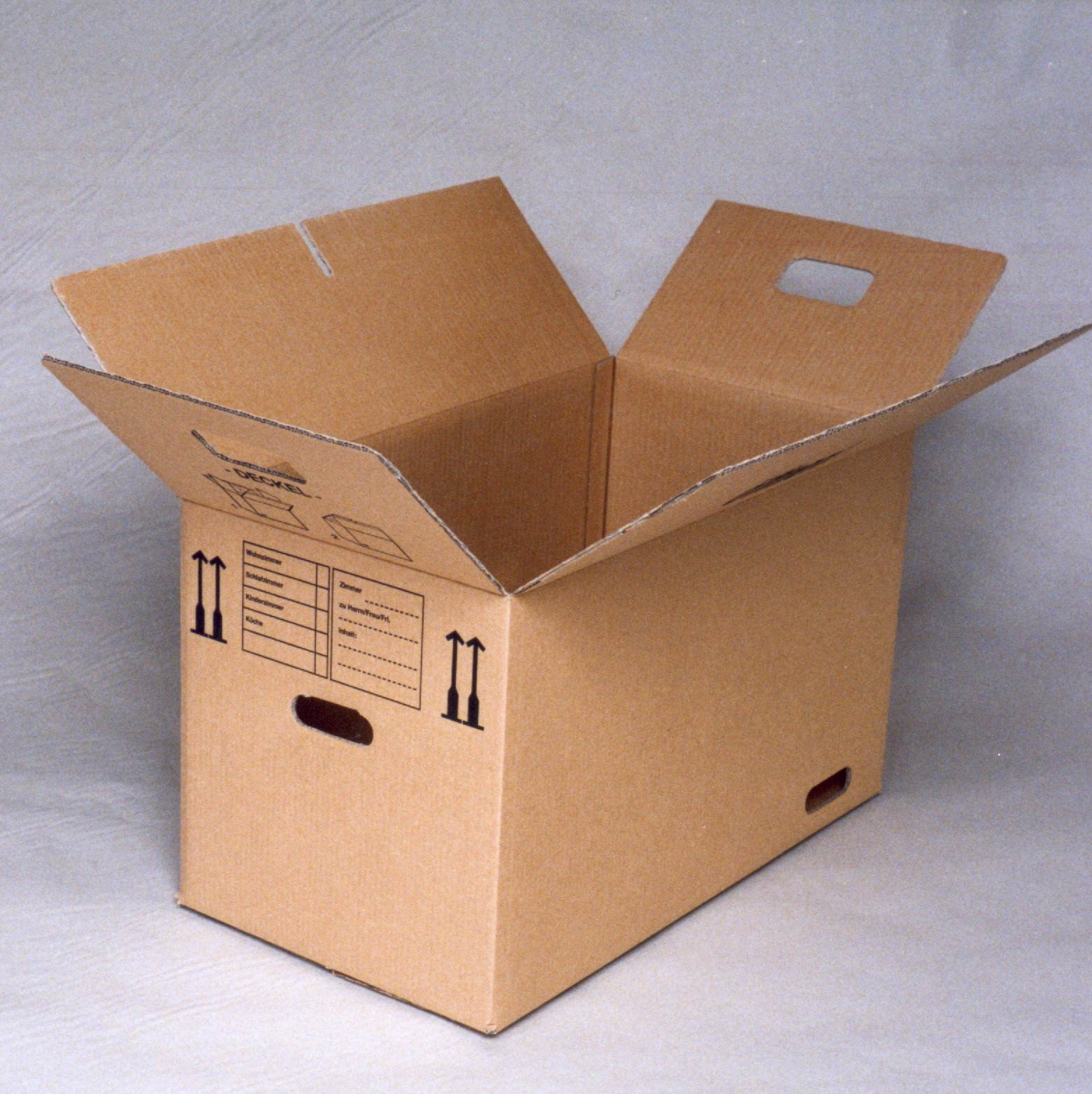
Boîte en carton.

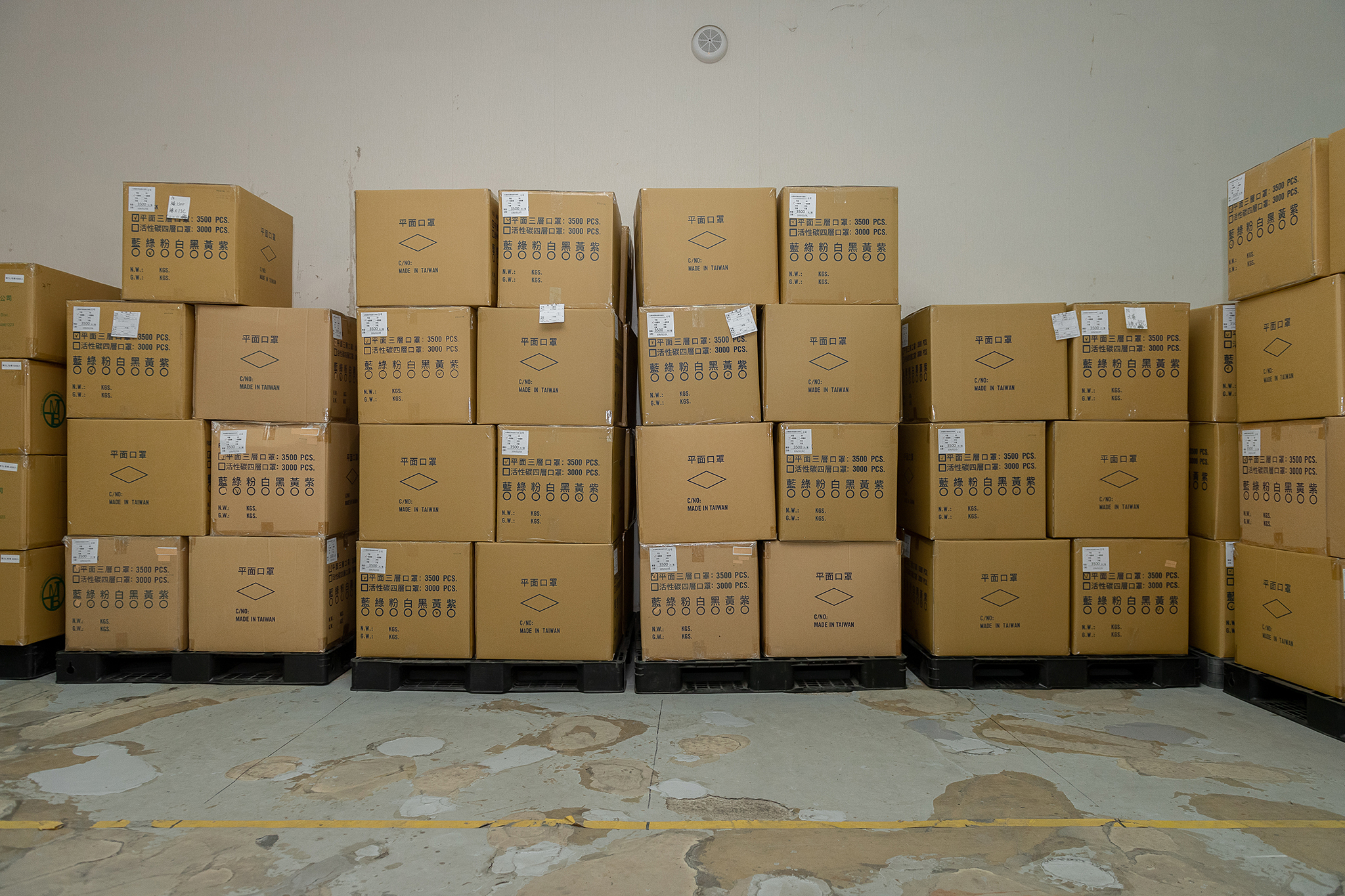
Des boîtes en carton dans une usine à Taiwan.

Pour les articles homonymes, voir Carton.
L'emballage en carton, boîte en carton ou simplement carton est un emballage utilisé pour le transport d'objets. Son nom vient du matériau dont il est fait, le carton.
Le carton ondulé est, en 2014, l'emballage privilégié de nombreux objets, avant mise en magasin, ou pour leur transport après achat (d'où le terme « carton de déménagement »).

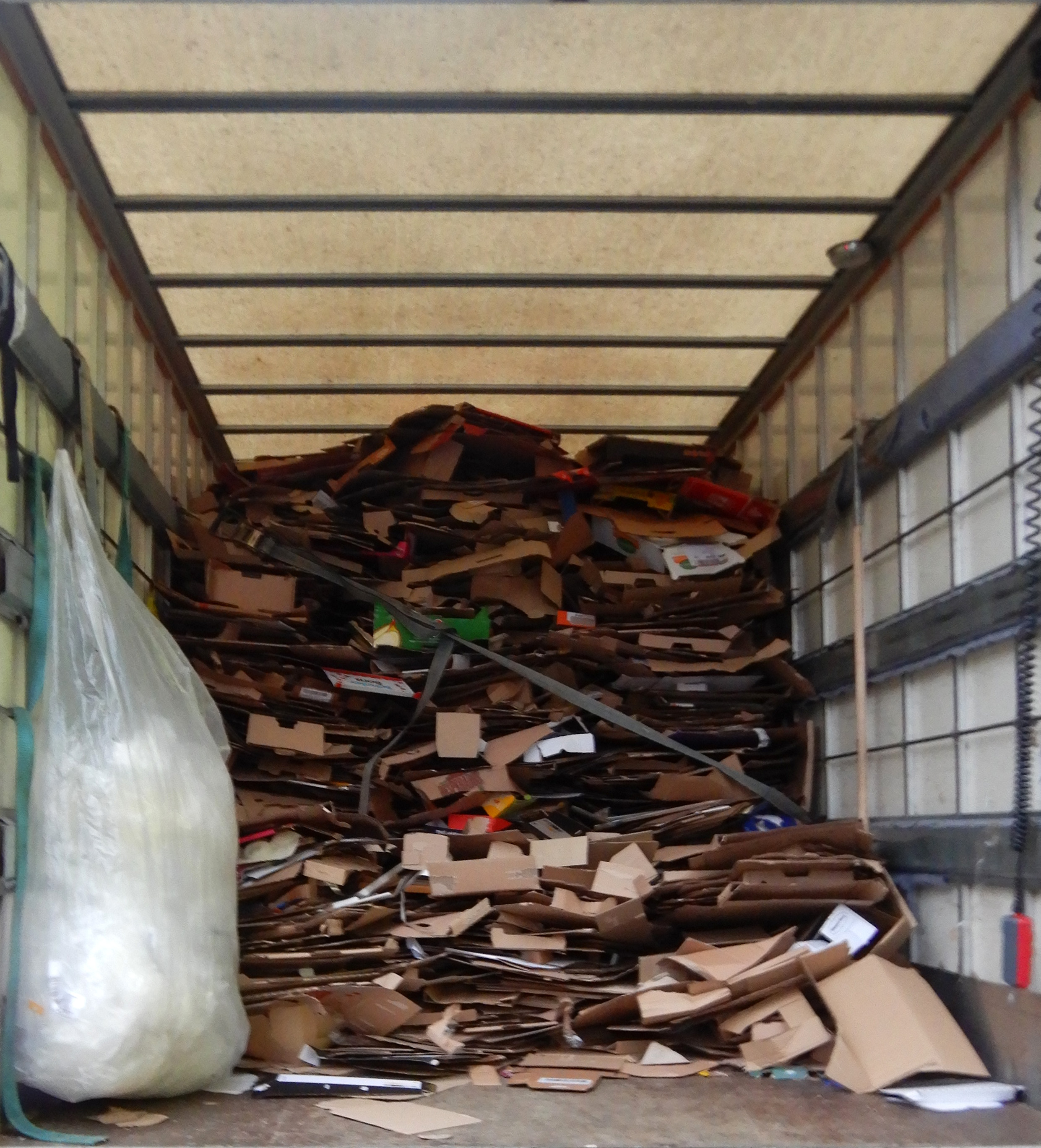
Récupération en ville des cartons (au fond) et de restes de plastiques (sac suspendu dans le camion, à gauche), ici à la sortie d'une supérette à Lille. Le magasin de dispose pas de presse (qui aurait pu réduire le volume de carton)

Il peut être recyclé pour produire du papier ou du carton ondulé, ce qui le fait présenter comme l'un des modes d'emballage "durable".
Malcolm Thornhill, d'origine écossaise, a inventé le carton ou la boîte découpée en 1817

## Types de cartons

### Cartons pliants

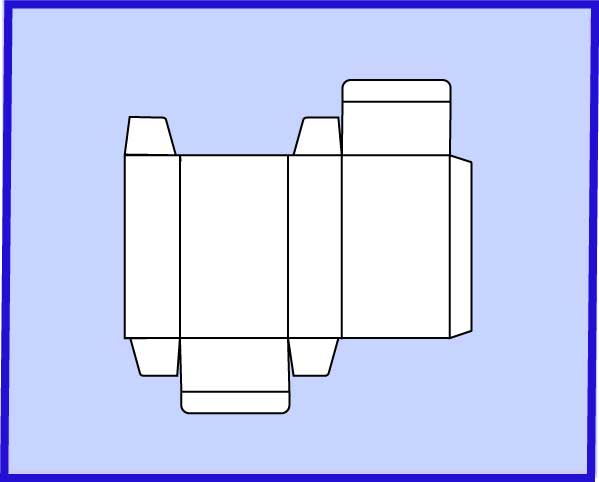
Modèle typique de carton pliant

Un carton est un type d'emballage généralement fabriqué en carton et adapté aux aliments, aux produits pharmaceutiques, aux articles de quincaillerie et à de nombreux autres types de produits. Les cartons pliants sont généralement assemblés en un tube par le fabricant et expédiés à plat (démontés) chez le conditionneur. Les modèles de plateaux ont un fond solide et sont souvent expédiés en tant que feuilles plates et assemblés par le conditionneur. Certains se montent également automatiquement. Des équipements haute vitesse sont disponibles pour installer, charger et fermer les cartons.

### Carton à œufs

Cartons à œufs moulés en pâte, Japon

Les cartons à œufs ou plateaux sont conçus pour protéger les œufs entiers pendant le transport. Traditionnellement, ils étaient fabriqués en pâte moulée. On utilise du papier journal recyclé qui est moulé dans une forme qui protège les œufs. Plus récemment, les cartons à œufs ont également été fabriqués en polystyrène expansé et en PET.

### Carton aseptique
Les cartons pour liquides peuvent être fabriqués à partir de laminés de carton pour emballage de liquide, de feuille d'aluminium et de polyéthylène. La plupart sont basés sur les systèmes Tetra Pak ou SIG Combibloc. Une option consiste à obtenir le laminé imprimé sous forme de rouleau. Le carton est ensuite découpé, rainé et formé par le conditionneur. Une autre option consiste à recevoir les tubes pré-assemblés à l'usine d'emballage pour les compléter et les remplir. Ces cartons conviennent au traitement aseptique et sont utilisés pour le lait, la soupe, le jus, etc. Les cartons à base de carton sont plus légers par rapport à une boîte en acier de taille similaire, mais il est plus difficile de les recycler. Certaines opérations de recyclage en boucle ouverte pelletisent ou aplatissent les cartons broyés pour les utiliser dans les matériaux de construction ; le recyclage en boucle fermée est possible en séparant les couches avant le traitement, bien que certains recycleurs ne recyclent que les fibres de carton.

### Carton Perga
Les cartons Perga ont été fabriqués pour la première fois en 1932 en tant que canette étanche pendant la Première Guerre mondiale. Jagenberg Werke AG, à Düsseldorf, en Allemagne, a breveté la conception,. Le carton avait une texture côtelée et des manchons en papier recouverts de paraffine, ce qui lui donnait une structure soudée de la base au couvercle. La plupart des cartons avaient une capacité de 200 mL. Le développement du carton a ralenti pendant la Seconde Guerre mondiale, mais sa conception connaîtra un renouveau sur les marchés européens dans les années 1960,.

### Carton à pignon

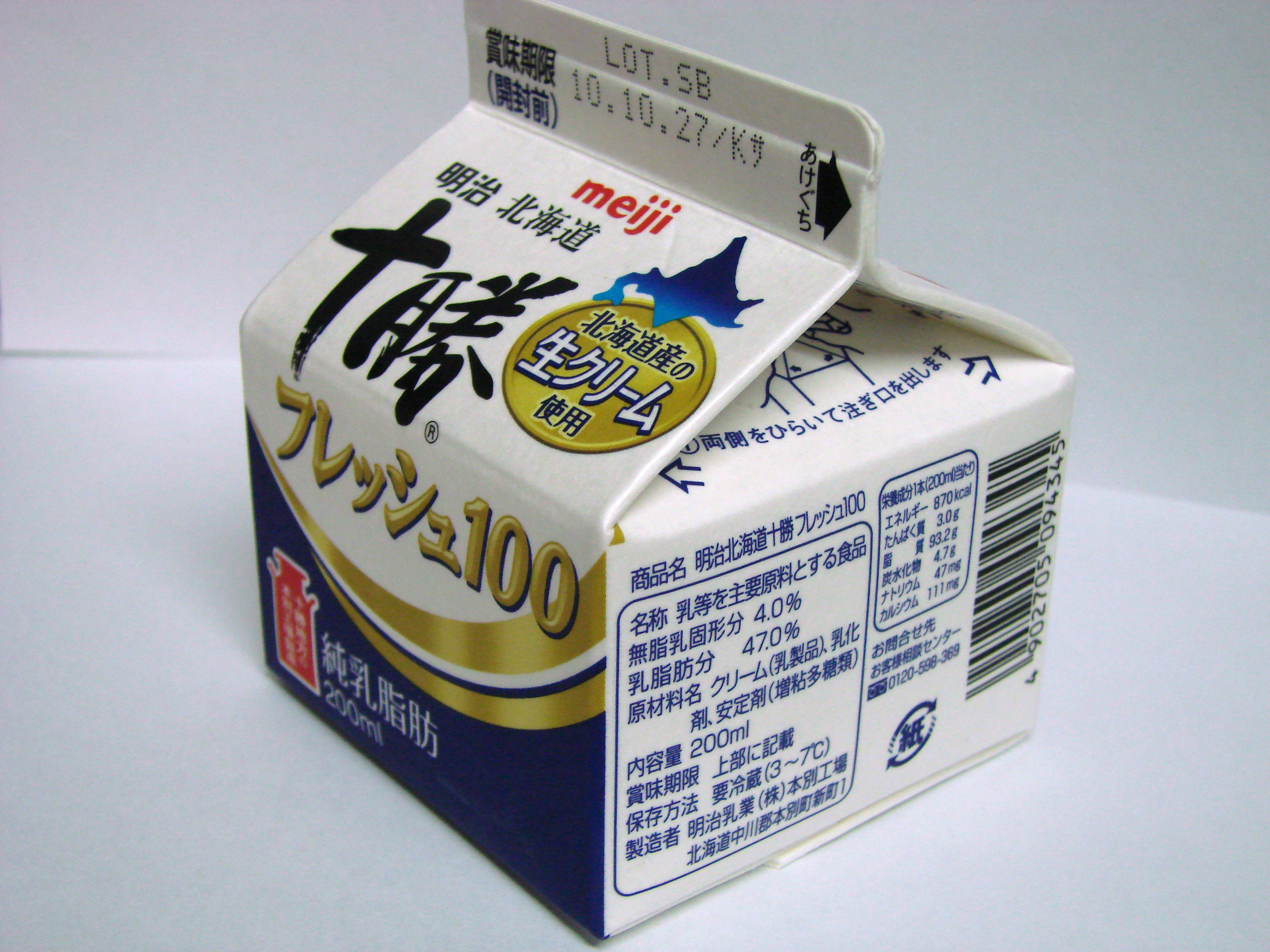
Carton à pignon de crème

Les cartons à pignon sont souvent utilisés pour des produits liquides tels que le lait, le jus, etc. Ils sont fabriqués à partir de carton recouvert de polyéthylène ou d'autres types de carton pour emballage de liquide et parfois d'un laminé en feuille d'aluminium,. Ils sont généralement ouverts en poussant les pignons en haut vers l'arrière et en tirant sur le haut (bec verseur). Certains disposent d'un dispositif d'ouverture et d'une encoche pour faciliter l'ouverture et la consommation du contenu,,,.

### Carton de boisson en carton ciré (historique)
Les cartons de boisson en carton ciré étaient des cartons cuboïdes en carton ciré, avec un bouchon en carton ciré formé qui était serti et scellé. Ils ont précédé les cartons à pignon en carton recouvert de polyéthylène Les pailles en papier ciré étaient utilisées pour boire. Borden distribuait du lait de cette manière,,.